# Cyril Théréau
 Cyril Théréau  (Privas, Francia; 24 de abril de 1983) es un exfutbolista francés, que jugaba como delantero.

## Trayectoria[2]

### U.S. Orléans
Inició su carrera como profesional con el U.S. Orléans en la temporada 2003-2004.

### F.C. Steaua Bucureşti
Ficha por el F.C. Steaua Bucureşti en la temporada 2006-2007.

### R.S.C. Anderlecht
En la temporada 2007-2008 es cedido al Royal Sporting Club Anderlecht.

### Royal Charleroi S.C.
En enero de 2008 ficha por el Royal Charleroi Sporting Club para las próximas 5 temporadas.

### A.C. ChievoVerona
En enero de 2011 ficha por la Associazione Calcio ChievoVerona.

### Udinese Calcio
Para la temporada 2014-2015 ficha por el Udinese Calcio.

### A.C.F. Fiorentina
En el mercado de fichajes de verano de 2017 ficha por la ACF Fiorentina.